# Lambavík
Lambavík är en vik i Färöarna (Kungariket Danmark).   Den ligger i sýslan Eysturoya sýsla, i den nordöstra delen av landet, 15 km norr om huvudstaden Torshamn.